# Polární pustina

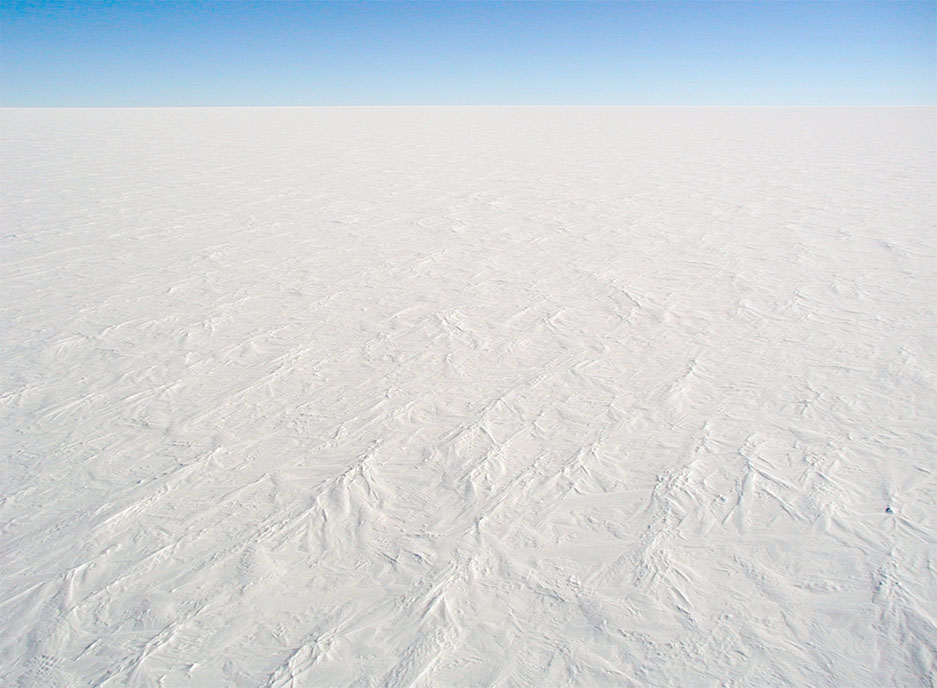
Ledová poušť

Polární pustina (ledová pustina, polární poušť, ledová poušť, zaledněné území či mrazová poušť) je označení pro oblasti, které jsou trvale pokryty ledem a sněhem (na nichž trvá zima celá tisíciletí). Vyskytuje se na ostrovech Severního ledového oceánu a na Antarktidě (a v podstatě k ní lze zařadit i věčně zamrzlou hladinu polárních moří).
V této oblasti se nevyskytují žádné vyšší rostliny (mohou zde ale přežívat fotosyntetizující a jiné mikroorganismy), zvířata se vyskytují pouze při pobřeží volného moře (tučňáci – jen na jižní polokouli, ostatní mořské ptactvo, ploutvonožci). Někdy je považována za jeden z biomů, byť ne vždy (někdy není brána v potaz vůbec, jindy je technicky vztahována k pouštím, neboť jako ony má málo srážek a z hlediska živých organismů nedostatek dostupné vody).

## Fotogalerie

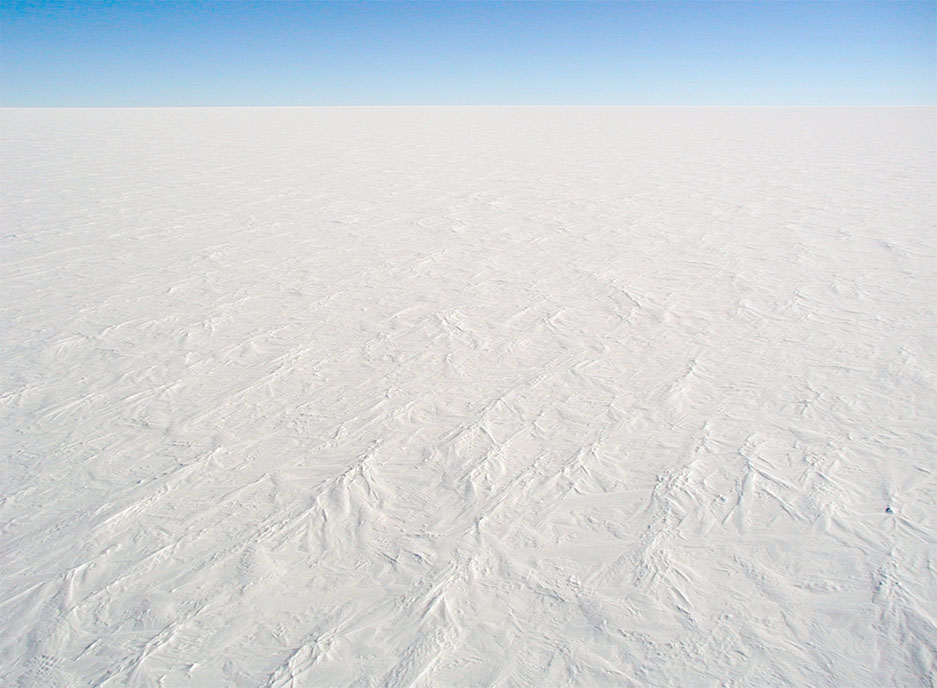
Vnitrozemí Antarktidy
Grónský ledovec - východní pobřeží